# Impire
Impire är ett realtidsstrategi-datorspel som utvecklats av Cyanide Studios och givits ut av Paradox Interactive. Spelet släpptes för PC den 14 februari 2013.

## Spelmekanik
De första pressreaktionerna jämförde Impire med Bullfrog Productions Dungeon Keeper, ett strategiskt spel i realtid som släpptes 1997 som fick god kritik. Vid sidan av Dungeon Keeper ger Impire på samma sätt spelaren kommando över ett underjordiskt imperium, med förmågan att bygga byggnader, rekrytera monster och engagera undersåtar i strid. 